# 羅馬不思議
是一部2010年的美國浪漫喜劇電影，由马克·史蒂芬·约翰逊導演，他與大衛·戴蒙和大衛·威斯曼共同編劇。主演是克莉絲汀·貝爾和喬許·杜哈莫。本片於2010年1月29日在美國上映。

## 故事簡介
紐約美術館館長貝絲，到羅馬參加妹妹的婚禮。自知沒有愛情運的她，走到許願池隨便拾起幾個錢幣，然而奇蹟就馬上發生！貝絲與在宴會上認識的尼克迅速撻著，但同時又有高矮肥瘦的騎呢男對她展開熱烈追求！原來傳說拾起許願池中的錢幣，便會被投幣的人愛上！貝絲一邊忙著解除魔咒，一邊也在擔心尼克是否也因為中咒才愛上自己……

## 演員
- 克莉絲汀·貝爾 飾 Elizabeth Ann "Beth" Martin
- 喬許·杜哈莫 飾 Nick Beamon
- 艾莉克斯·迪娜（英语：Alexis Dziena） 飾 Joan Martin
- 佩吉·利普頓（英语：Peggy Lipton） 飾 Priscilla Martin
- 路卡·卡爾瓦尼（英语：Luca Calvani） 飾 Umberto
- 喬恩·海德 飾 Lance
- 丹尼·德維托 飾 Al Russo
- 戴克斯·夏普德 飾 Gale
- 威爾·阿奈特 飾 Antonio Donatelo，又名Anthony或Tony
- 安杰丽卡·休斯顿 飾 Celeste
- 凱特·米庫奇（英语：Kate Micucci） 飾 Stacey
- 唐·強生 飾 Beth的父親（未掛名）
- 鮑比·莫尼漢（英语：Bobby Moynihan） 飾 Puck
- 克里斯汀·沙爾 飾 Ilona
- 李·佩斯 飾 Brady Sacks
- 艾莉莎·哈維斯（英语：Alexa Havins） 飾 Lacey
- 弗朗西斯科·德·維托（英语：Francesco De Vito） 飾 的士司機
- 俠客·歐尼爾、勞倫斯·泰勒（英语：Lawrence Taylor）和大衛·李 飾 他們自己
- 艾弗林·拉米雷茲（英语：Efren Ramirez） 飾 Juan
- 吉爾·奧唐奈 飾 神父（Father Dino）